# Карен Тревісс
Карен Тревісс (англ. Karen Traviss) — англійська письменниця, автор творів у жанрі наукової фантастики, в тому числі і книг Розширеного всесвіту «Зоряних воєн».

## Біографія
Тревісс родом з англійського міста Портсмут. До того, як стати письменницею, вона змінила багато професій, в тому числі була військовим кореспондентом, писала рекламні тексти, викладала журналістику, була менеджером зі зв'язків з громадськістю та офіцером, відповідальним за зв'язки з громадськістю в поліції. Найбільше вона працювала журналістом. Вона служила в Територіальній армії, а також допоміжних частинах Королівських ВМС. В даний час живе в Англії в графстві Вілтшир.

## Творчість
Тревісс розпочала свою письменницьку кар'єру в 2000 році, вступивши в майстерню «Кларіон» Мічиганського університету. На своєму офіційному сайті Тревісс заявляє, що вдячна майстерні, яка дуже допомогла їй почати кар'єру, але попереджає, що в даний час вона зосереджується винятково на оповіданнях, що навряд чи допоможе письменникові зробити справжню кар'єру.

### Зоряні Війни
У 2004 році вийшов перший роман Тревісс про ЗВ — Вогняний контакт. В її книгах зазвичай діють солдати-клони, мандалорці та інші подібні персонажі, наприклад, Боба Фетт. Вона створила мандалорську мову, мандо'а, який вже практично став живою мовою (особливо серед шанувальників «Зоряних воєн»).
У 2006 році вона була одним з найбільш активних письменників в ЗВ-спільноті, регулярно залишала повідомлення на форумах starwars.com і на сайті 501-го легіону. 
Книги Тревісс про ЗВ часто зосереджені на мандалорцях і їх культурі. До того ж в романах серії «Республіканські командо» піднімається тема самосвідомості солдат-клонів, усвідомлення ними своєї мандалорської спадщини і стосунків з командирами-джедаями.

## Відзнаки
Вона є почесним членом 501-го легіону (американської організації, що об'єднує шанувальників «Зоряних воєн»), а члени спільноти clonetroopers.net навіть подарували їй комплект броні клона-командо із загону «Омега».
Тревісс тричі номінувалась на Меморіальну премію імені Філіпа К. Діка:
- в 2004 році за роман «Місто перлин»;
- в 2007 році за роман «Спільник»;
- в 2008 році за роман «Суддя».

## Висловлювання

### Про себе
Так, я англійка. Я проживаю в Англії. Я пишу на британській англійській. Але ви можете вважати мене по суті американським письменником, тому що я не належу до світу британської НФ. Я навіть працюю зазвичай за часом атлантичного узбережжя США, за винятком моментів, коли разом з товаришами з «Лукасфільм» ми працюємо за часом тихоокеанського узбережжя. Я професійний письменник, якщо вас це цікавить. Але я як і раніше вважаю себе журналістом — найпрекраснішим з створінь Господа. Так я задовольняю свою спрагу просвітити цей світ (незалежно від того, хоче цей світ просвітитися чи ні), тому щодня невтомно оновлюю свій блог. А ще у мене є сильне неусвідомлене бажання ганятися за пожежними машинами і дошкуляти політиканам. Я планувала також залишитися піарником — щоб виголошувати пихаті промови — але уклінно дякую, я вирішила, що мою сітську здатність до переконання краще використовувати для досягнення своїх власних цілей. Як і більшість письменників, я вже маю певний досвід. Більшу частину своєї трудової діяльності я пропрацювала журналістом в газетах і на телебаченні. У свій час я писала рекламні тексти, була офіцером по зв'язках з громадськістю в поліції, викладала журналістику, була менеджером зі зв'язків з громадськістю та військовим кореспондентом. Я служила в Територіальної армії і в Royal Naval Auxiliary Service (нині, на жаль, розпущених).
Зараз я живу у Вілтширі, де виробляється декілька чудових сортів пива, але родом я з Портсмута, де базується королівський флот і де народився найвидатніший конструктор у світі Ісамбард Брунель — так, а деякі тріщини там нагадують про Чарльза Діккенса і про Пітера Селлерса. Сер Артур Конан Дойль приймав пацієнтів прямо за рогом мого старого будинку, там же він створив Шерлока Холмса, а на цій же вулиці в магазині за кутом працював Герберт Велз. У Портсмуті провів дитинство Редьярд Кіплінг, тут же жив письменник Невіл Шют. Самі бачите, в Помпі (жаргонна назва Портсмута) є щось, що спонукає до творчості.
Звичайно, Портсмут варто побачити — правда, пиво там не дуже хороше, крім Pompey Royal, якщо ви ще зможете його знайти, і CSB на кораблях її величності.

### Чому я пишу книги про «Зоряних війнах»
Я виявила, що багатьох дивує те, що я добровільно вирішила писати книги під маркою Star Wars. Дуже шкода. Якби ці люди трохи розслабилися, відкрили б свої душі і дізналися б трохи більше про далеку-предалеку галактику, думаю, світ став би трішки кращим. Так чому ж серйозний і шанований фантаст на кшталт мене поряд з написанням своїх власних книг паше ще й на Лукаса? Давайте я вам розповім ...
1. За це добре платять. І завжди вчасно.
2. Співробітники «Лукасфільм» і Del Rey, з якими мені доводиться працювати — найчудовіші і веселі люди, яких тільки можна уявити. Якщо, будучи письменником, ти постійно працюєш на самоті, просто чудово буває стати частиною чудової команди. І адже я працюю з творчими людьми. Це просто мрія.
3. Без сумніву, шанувальники ЗВ — кращі. Вони — моя друга сім'я. (Хай благословить вас Бог, хлопці, і спасибі.)
4. Мені довелося дуже швидко рости, як письменнику, лише для того, щоб взятися за Star Wars. Це виклик для мене як для професіонала, причому я не уявляла, що він буде таким масштабним: розробити сюжет, який вливається в загальну розповідь, підібрати вже існуючих персонажів, побороти дійсно складні філософські ідеї. Думаєте, я жартую? Коли-небудь запитаєте мене про це на конвенті.
5. Я тепер автор бестселерів. Книги про «Зоряні війни» дуже добре продаються.
6. Писати про «Зоряні війни» — найвеселіше з того, що мені доводилося займатися, але ж я ні чорта не знала про всесвіт ЗВ до березня 2004 року. Це змушує мою фантазію переходити всі межі. Адже мені платять за вигадки.
7. Чорт забирай, та я ж ніхто. А тепер неждано-негадано я стала часткою єдиного цілого, творчого символу, вплетеного в нашу глобальну культуру. Не забувайте, що запам'ятають тих, хто пише. А тих, хто пише про «Зоряних війнах», можливо, будуть пам'ятати довше.
8. Лукас і Del Rey дозволили мені писати «жорстку НФ» про «Зоряні війни». Вони не затикали мені рот, не змушували ламати стиль і не обмежували мене. Я можу викладати серйозні ідеї сотням тисяч читачів, по ходу справи розважаючи їх. Гммм ... Чи хочу я цього — або я хочу писати книги, які з захопленням прийме критика, але прочитає 5 високочолих снобів? І Ви ще питаєте?
9. Мені і справді подобається робити людям приємне і розважати їх. У мене є історія, яку я хочу розповісти. Мені потрібна публіка. Зоряні війни дали мені найбільшу і саму вдячну аудиторію, про яку я тільки могла мріяти.
10. У «Зоряних війнах» є багато того, що дозволяє привернути до себе увагу. Бути їх частиною — привілей для письменника. Спасибі Вам, Джордже. На 30 років вперед.

### Твори по «Зоряних війнах»

#### Серія «Республіканські командо»
- Вогневий контакт
- Потрійний нуль
- Справжнє обличчя
- Наказ 66
- Імперські командо: 501-й

#### Серія «Війни клонів»
- війни клонів
- Полонених не брати

#### Серія Спадщина Сили
- Кровні узи
- Жертва
- Одкровення

#### Оповідання
- Загін «Омега»: Цілі

- Шанси
- Двосічний меч
- За образом і подобою
- Боба Фетт: Практик

### Gears of War
- Aspho Fields (October 2008)
- Jacinto's Remnant
- Anvil Gate
- Coalition's End (August 2011)
- The Slab (May 2012)

### Halo
- Kilo-Five Trilogy
  - Halo: Glasslands, a sequel to Halo: Ghosts of Onyx (25 October 2011)
  - Halo: The Thursday War (2 October 2012)
  - Halo: Mortal Dictata (21 January 2014)

### Ringerseries
- Going Grey (2014)
- Black Run (2017)

### Оповідання
- "Strings", in Realms of Fantasy July 2002
- "A Slice at a Time", in Asimov's Science Fiction July 2002
- "Suitable for the Orient", in Asimov's Science Fiction February 2003
- "Return Stores", in Realms of Fantasy February 2003
- "The Man Who Did Nothing", in Realms of Fantasy June 2003
- "Does He Take Blood?", in Realms of Fantasy August 2003
- "Human Weakness", in Halo: Evolutions: Essential Tales of the Halo Universe (Tor Books, November 2009)

### Комікси
- Gears of War #15-24 (February 2011 - June 2012)
- Batman: Arkham Unhinged #44-58 (September 2012 - January 2013)
- G.I. Joe (IDW Publishing) #1-8 (September 2014 - April 2015)
- Sensation Comics Featuring Wonder Woman (DC Comics) #14 (September 2015)

### Ессе
- "I Gotta Get Me One of Those", in the essay anthology Navigating the Golden Compass: Religion, Science & Daemonology in Philip Pullman's His Dark Materials (Smart Pop Series, BenBella Books, August 2005)
- "Driving GFFA 1: or How Star Wars Loosened My Corsets", in Star Wars on Trial : Science Fiction and Fantasy Writers Debate the Most Popular Science Fiction Films of All Time (ed. David Brin, 2006).